# 澳門回歸賀禮陳列館
澳門回歸賀禮陳列館（葡萄牙語：Museu das Ofertas sobre a Transferéncia de Soberania de Macau）位於澳門新口岸填海區冼星海大馬路及澳門文化中心廣場之間，毗鄰金麗華酒店、澳門文化中心、澳門藝術博物館；該陳列館於2004年12月30日開館，並由市政署管轄至今；陳列館主要用作擺放前中共中央總書記江澤民贈澳親筆題字卷軸以及32件由中國國務院及中國大陸各省政府、自治區政府、直轄市政府以及香港政府因澳門回歸而向澳門政府贈送的賀禮。

## 歷史
葡萄牙政府於1999年12月20日把澳門的政權移交至中華人民共和國；中國國務院及中國大陸22個省人民政府、五個自治區人民政府、四個直轄市人民政府以及香港特區政府在澳門綜藝館的中華人民共和國澳門特別行政區成立慶祝大會上向澳門特區政府贈送祝賀禮品；而時任中共中央總書記、國家主席江澤民也於慶祝大會後向澳門特區政府贈送寫有「開創澳門新紀元」的親筆題字卷軸。
澳門回歸賀禮陳列館前身是因政權交接儀式而興建的臨時場館——澳門政權交接儀式場館；回歸賀禮禮品也於2000年1月28日起以名為「瑰寶呈祥賀回歸」禮品展在該臨時場館向公眾展示兩個月；臨時澳門市政局於同年7月在澳門綜藝館設置臨時展場，並於9月1日起把有關贈送賀禮在澳門綜藝館的臨時展場以「瑰寶呈祥賀回歸」禮品展向公眾展示。當局於2000年8月把場館拆卸而改建為澳門文化中心廣場時也計劃興建一座展覽館作永久擺放回歸賀禮禮品。
2003年3月，當局在澳門文化中心廣場近冼星海大馬路一側興建一座樓高三層的建築物，即澳門回歸賀禮陳列館。陳列館於2004年10月落成，並於同年12月30日由澳門行政長官何厚鏵、中央人民政府駐澳門聯絡辦公室主任白志健、中國外交部駐澳門特派員萬永祥等為該陳列館主持啟用儀式，象徵33件回歸賀禮禮品永久擺放於這座建築物之內。

## 設施
澳門回歸賀禮陳列館樓高三層，其總建築面積為7170平方米；地面的一層除了結構柱樑及該陳列館行政部辦公地方外，其餘位置均被懸空以作為冼星海大馬路及澳門文化中心廣場之間的互通空間；一樓設有兩個展覽廳，一個是用作擺放澳門特區政府於1999年年底獲贈的回歸賀禮禮品，而另一個展覽廳則用作展出有關澳門為題或畫展的專題展覽廳；二樓設有可容納200人的演講廳。

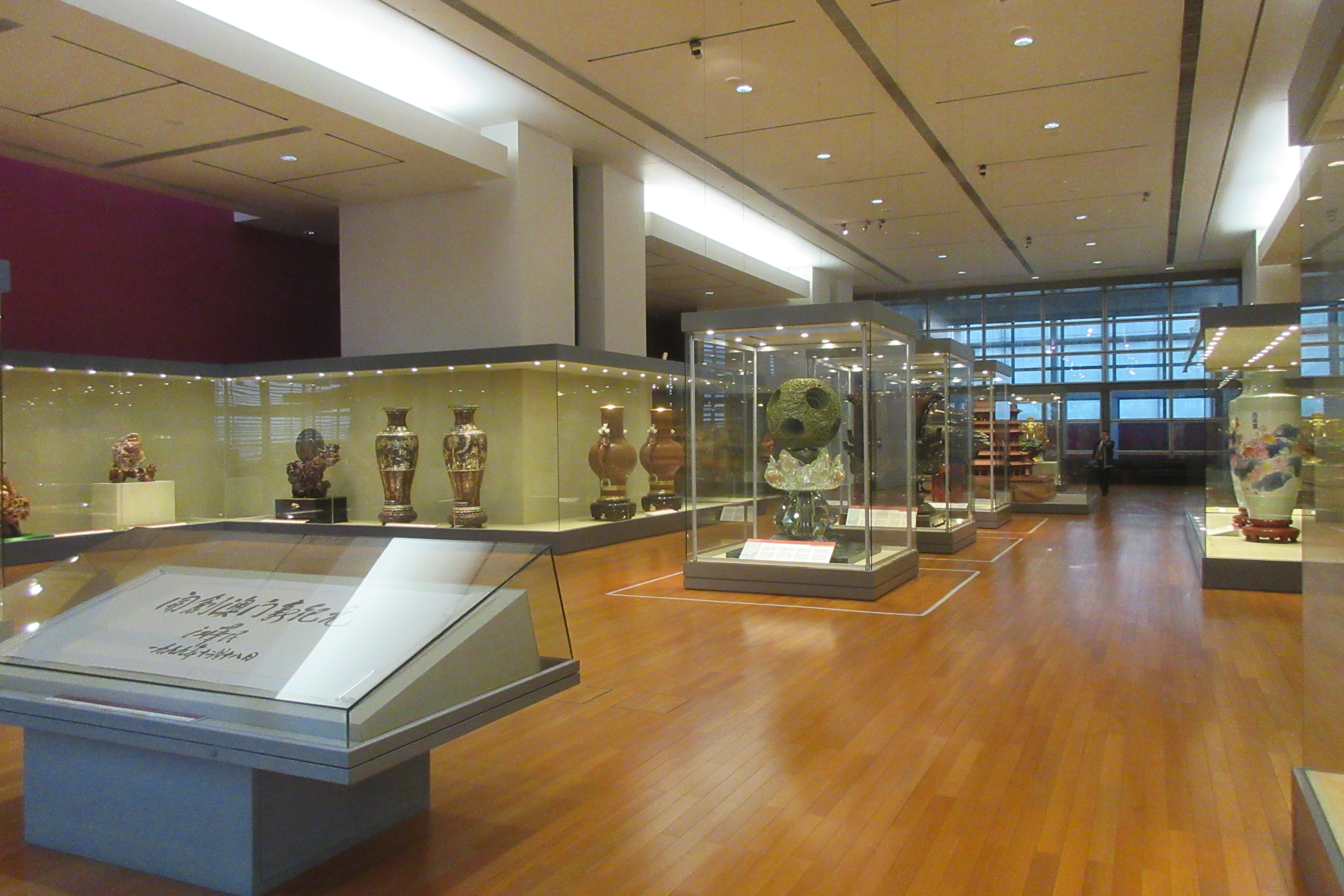
陳列館內貌
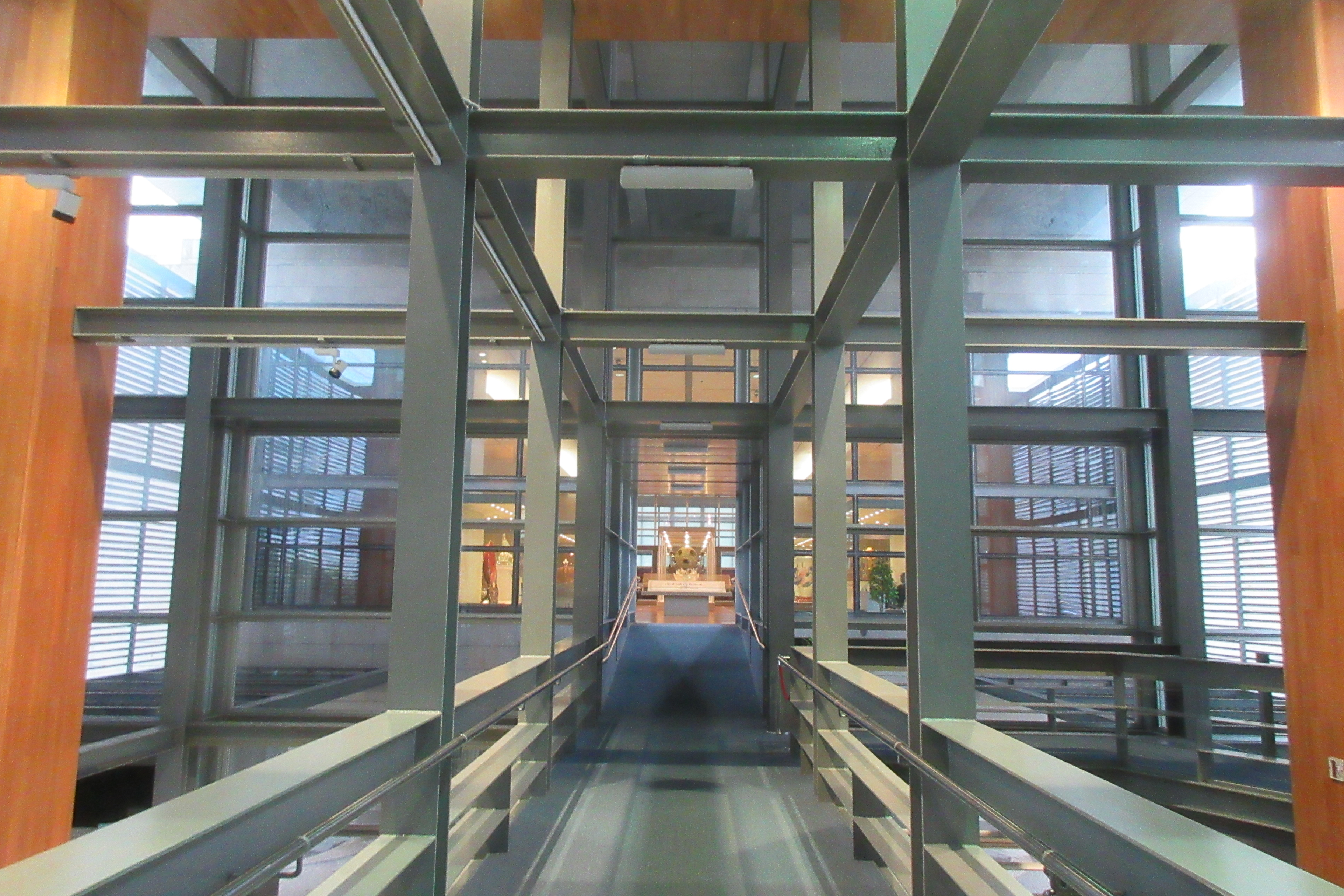
陳列館內的結構柱樑
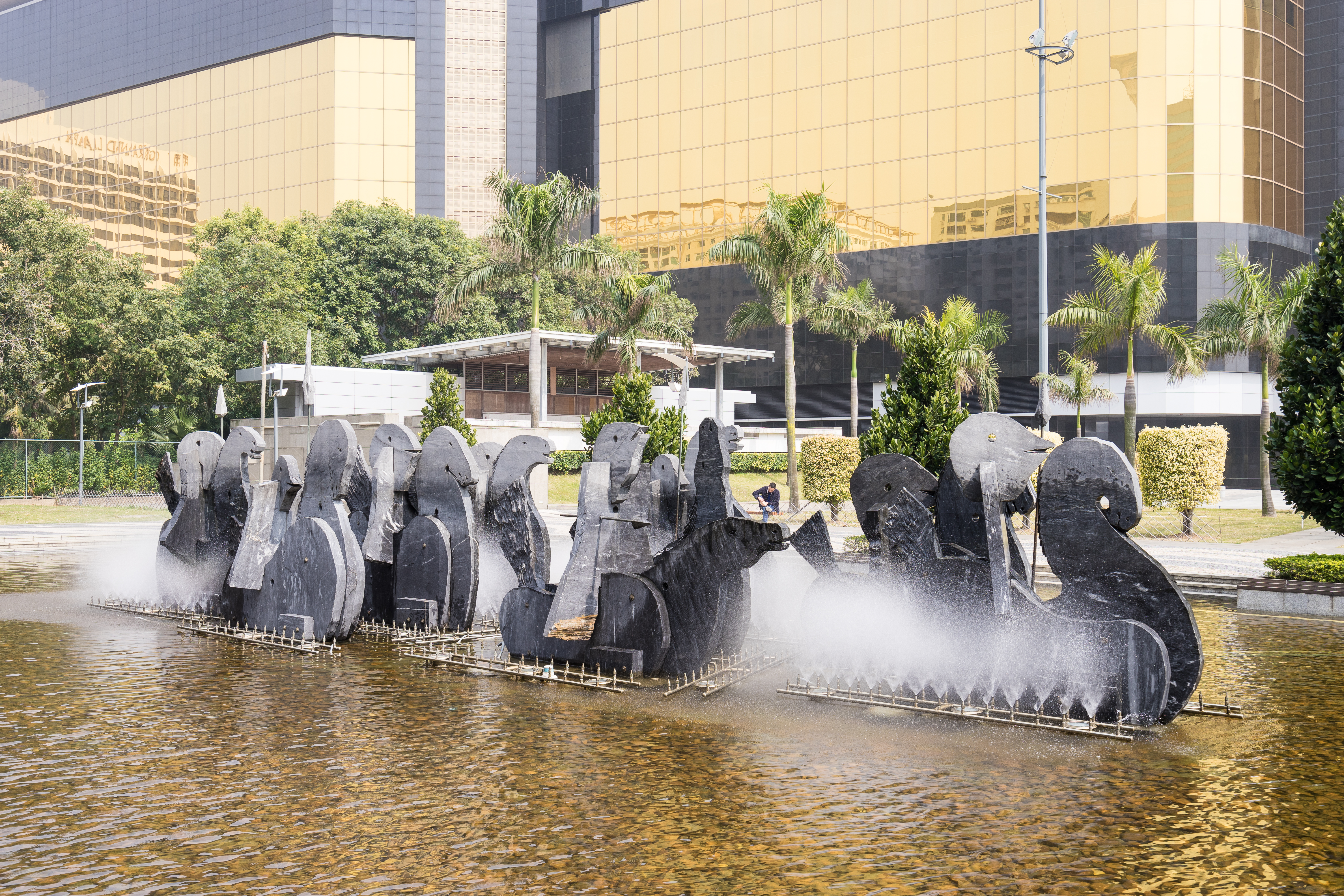
陳列館外的水池

## 資料來源
1. ↑  . 澳門日報. 2004年12月29日 （中文（繁體））.
2. ↑  . 香港商報. 1999年12月21日 （中文（繁體））.
3. ↑  . 文匯報. 1999年12月21日 （中文（繁體））.
4. ↑  . 人民日報. 2000年3月28日 （中文）.
5. ↑  . 華僑報. 2000年9月1日 （中文（繁體））.
6. 1 2 3  . 澳門日報. 2011年11月9日 （中文（繁體））.
7. 1 2  . 澳門回歸賀禮陳列館官方網頁.   [2012年3月3日]. （原始内容存档于2012年3月16日） （中文（繁體））.
8. ↑  . 華僑報. 2004年12月31日 （中文（繁體））.